# Рошель-де-Бреси, Аделаида-Изабелла-Жанна-Вивьен
Аделаида-Изабель-Жанна Вивьен Рошель де Бреси (фр. Adélaïde-Isabelle-Jeanne Vivien Rochelle de Brécy;  в девичестве Дешанси англ. Deschampsy; 7 февраля 1771, Люневиль — 1840) — французская писательница.

## Биография
Аделаида-Изабель-Жанна Вивьен Дешанси родилась 7 февраля 1771 года во французском городе Люневиль.
Горячая роялистка, писала во время Великой французской революции статьи в оппозиционных органах «L'Ami du roi» и других, затем была вынуждена эмигрировать, чтобы не стать жертвой террора. Писала под псевдонимами «Mme Adèle Chemin» и «Mme Rochelle de Brécy».
Аделаида-Изабель-Жанна Вивьен Рошель де Бреси скончалась в 1840 году.

## Публикации на русском языке
- Русской курьер, или К.**Ю.**: Трогательные и достопамятные приключения, случившиеся в Париже, Санктпетербурге, Сибири и Лондоне в 1790 годах — М., 1808.
  - Часть I
  - Часть II
  - Часть III
  - Часть IV